# Nanne Emelie
Nanne Emelie (* 31. August 1979 in Kollund bei Herning als Nanne-Emelie Andersen) ist eine dänische Singer-Songwriterin, die im Smooth Jazz wie im Pop und Soul beheimatet ist.

## Werdegang
Nanne Emelie wuchs in Kollund bei Herning in Westjütland, Dänemark auf. Als Kind sang sie in einem Kirchenchor, erhielt Querflötenunterricht, spielte im Orchester der Musikschule und betrieb daneben rhythmisch-tänzerische Gymnastik und Eiskunstlauf. Als Jugendliche rief sie eine Konzertreihe im örtlichen Kulturzentrum ins Leben, um Amateurbands die Möglichkeit öffentlicher Auftritte unter professionellen Bedingungen zu ermöglichen.
Nach einer dreijährigen musikalischen Ausbildung, die sie zum Teil in Kuba absolvierte, zog sie nach Kopenhagen. Sie trat mit der dänisch-kubanischen Band „Groupo Danson“ in verschiedenen Clubs auf und begann eigene Songs zu schreiben. Nach Touren durch Europa und die USA gründete Nanne Emelie ihre erste eigene Band. Es folgte 2012 die erste Albumproduktion „Once Upon A Town“. 2013 tourte sie mit diesem Repertoire durch Dänemark, Österreich und Deutschland, wo sie unter anderem auch im Jazzclub A-Trane in Berlin auftrat.

## Musikstil
Pop, Soul und Jazz aber auch Rock und klassische Elemente fließen in Nanne Emelies Musik ein. Ihr Debütalbum „Once Upon A Town“ bietet neun englischsprachige Songs sowie ein Instrumentalstück; es sind Reflexionen mit einem detaillierten und sehr persönlichen Blick auf die großen und kleinen Ereignisse des Lebens und des Weltgeschehens.
Ihre Mitmusiker auf dem Album sind Lars Emil Riis und Niels Thybo am Piano, der Kubaner Yasser Morejon Pino an Bass und Akustikgitarre, Rolf Hansen an der E-Gitarre, Tira Skamby und der Kubaner Eliel Lazo an den Percussions, Soma Allpass am Cello, Lars Hartvig an Saxophon und Flöte, der Kubaner Alexander Abreu an der Trompete und Donna Cadogan mit Backgroundvocals sowie der Produzent Stephan Grabowski am Drumset.

## Rezeption
„Pop? Jazz? Egal. Nanne Emelie hat den Blick fürs Wesentliche – und frische Songs.“

„Leuchtet am skandinavischen Jazz-Himmel ein neuer Stern? Auf ihrem Debütalbum mixt die Dänin Nanne Emelie Pop und Jazz mit einem Hauch kubanischer Musik. ... Nanne Emelie steckt in jede einzelne Note ein ganz persönliches Stück ihrer eigenen musikalischen Identität - büßt dabei aber weder Eleganz noch Energie ein. Ein musikalischer Kick der besonderen Art.“

## Diskografie

### Alben
- 2012: Once Upon a Town[6]

### Singles
- 2014: Girl Talk
- 2014: Turn Around[7]